# Žeri-žeri
Žeri-žeri (tudi samo žri! ali samomorilski šah, protišah, freser) je šahovska različica, katere cilj je ravno obraten kot pri šahu: igralec se želi znebiti svojih figur. Obstaja nekaj različic te igre, najbolj razširjena so spodnja pravila (poleg običajnih šahovskih pravil, kjer niso v nasprotju):
- jemanje nasprotnikove figure ni obvezno, če nasprotni igralec ne reče "žri".
- kralj nima posebnih pravic, ne obstajata ne šah ne mat, lahko se ga tudi jemlje.
- rokada ni dovoljena (v nekaterih različicah pravil je dovoljena).
- kmet lahko promovira tudi v kralja.
- v primeru pata je zmagovalec igralec z manj figurami. Če imata oba igralca enako število figur, je igra remi.

Igralec tako zmaga, če prisili nasprotnika, da mu pobere vse figure ali pa če pride do pata in ima sam manj figur. Igra je remi ob dogovoru, ponavljanju potez, 50-poteznem pravilu in drugih primerih, ko zmaga ni mogoča (primer: raznobojna lovca).
Zaradi pravila o obveznem jemanju figur se v igri pojavijo dolga fosirana zaporedja potez. Majhna napaka lahko tako takoj vodi k porazu. Z analizo (tudi obsežno računalniško) so pokazali, da so nekatere otvoritve gotova zmaga za črnega, npr. otvoritve 1.b4, 1.d3, 1.d4, 1.e4, 1.f4, 1.h3, 1.h4, 1.Sf3 in 1.Sc3 (glej algebrajski šahovski zapis).